# Ivry-la-Bataille
Ivry-la-Bataille (hasta 1801 simplemente Ivry) es una localidad y comuna francesa situada en la región de Alta Normandía, departamento de Eure, en el distrito de Évreux y cantón de Saint-André-de-l'Eure.

## Demografía
| 800 | 724 | 785 | 750 | 1 010 | 924 | 1 004 | 870 | 872 | 953 | 1 053 | 1 020 | 991 | 1 127 | 1 161 | 1 105 | 1 032 | 1 034 | 1 136 | 1 203 | 1 300 | 1 369 | 1 374 | 1 244 | 1 295 | 1 272 | 1 699 | 2 183 | 2 335 | 2 065 | 2 563 | 2 639 | 2 653 |
| Para los censos de 1962 a 1999 la población legal corresponde a la población sin duplicidades (Fuente: INSEE [Consultar]) |     |     |     |       |     |       |     |     |     |       |       |     |       |       |       |       |       |       |       |       |       |       |       |       |       |       |       |       |       |       |       |       |

Gráfico de evolución demográfica de la comuna desde 1793 hasta 2006

## Administración

### Entidades intercomunales
Ivry-la-Bataille está integrada en la Communauté de communes Val d'Eure et Vesgre. Además forma parte de diversos sindicatos intercomunales para la prestación de diversos servicios públicos:
- S.I.A.E de la Vallée d'Eure
- Syndicat de voirie du canton de Saint André de l'Eure
- Syndicat de l'électricité et du gaz de l'Eure (SIEGE)
- Syndicat intercommunal des ordures ménagères (SIDOM)
- Syndicat de la Vallée d'Eure (1re section)
- Syndicat intercommunal de la voie verte de l'Eure à l'Avre

### Riesgos
La prefectura del departamento de Eure incluye la comuna en la previsión de riesgos mayores  por inundación.